# عبد الغفار العلوي
عبد الغفار العلوي، حكم كرة قدم بحريني دولي سابق.
يعتبر عبد الغفار إبراهيم العلوي ( مواليد 1939 ) من الجيل الثاني لحكام كرة القدم في البحرين، بدأ مشواره في التحكيم قاضيا في ملاعب كرة القدم الرملية (الترابية المكشوفة العام 1962 من القرن الماضي ( عندما كان يبلغ من العمر نحو 23 سنة ) شجعه وحفزه لدخول مجال التحكيم الحكم والإمبراطور آنذاك أبرز حكام البحرين من الجيل الأول أحمد الشوملي.
لم يشبع عبد الغفار العلوي - بخلاف الكثيرين من أبناء جيله بمنطقة الحالة في جنوب مدينة المحرق (عاصمة الكرة) - هوايته وممارسته لكرة القدم رغم أنه بدأ يلعب الكرة في الحي (الفريج) مع زملائه بفريق أطلقوا عليه فريق الأبراج، بعدهانتقل للعب في صفوف فريق جمعية الحالة (حالة بوماهر)
العام 1952 وهو الفريق الذي اندمج فيما بعد مع نادي الجزيرة بالمنطقة نفسها تحت مسمى نادي الحالة، والذي مازال يواصل مسيرته وعطاءه للكرة البحرينية والرياضية عموما بلونا البرتقالي، لكن عبد الغفار العلوي لم يمثل الجزيرة ولم يلعب للحالة بعد الدمج، حيث فضل ترك الكرة كلاعب، لكن العلاقة مع المستديرة ظلت متواصلة وتعززت عندما اختار عبد الغفار العلوي سلك التحكيم.
```
وقد حكم في 
كأس الخليج 1976
، وأدار مباراة 
منتخب السعودية لكرة القدم
 
ومنتخب الإمارات لكرة القدم
 في تاريخ 
29 مارس
 
1976
.
```